# Lividomicin
{{Drugbox-lat
| IUPAC_name        = (1R,2R,3S,4R,6S)-4,6-Diamino-3-hidroksi-2-{[α--manopiranozil-(1->4)-2,6-diamino-2,6-dideoksi-β--idopiranozil-(1->3)-β--ribofuranozil]oksi}cikloheksil 2-amino-2,3-dideoksi-α--ribo-heksopiranozid
| image             = Lividomycin.svg
| width             =
| image2             =
| width2             =
| CAS_number_Ref =  
| CAS_number        = 36441-41-5
| ATC_prefix        = none
| ATC_suffix        = 
| PubChem           = 72394
| IUPHAR_ligand           =
| ChEMBL_Ref           =
| ChEMBL           =
| DrugBank_Ref           =
| DrugBank          = DB04728
| ChemSpiderID      = 65327
| C=29 | H=55 | N=5 |O=19
| molecular_weight = 777,769 g/mol
| smiles            = O([C@H]4[C@H](O[C@@H]3O[C@H](CO)[C@@H](O[C@H]2O[C@@H](CN)[C@@H](O[C@H]1O[C@H](CO)[C@@H](O)[C@H](O)[C@@H]1O)[C@H](O)[C@H]2N)[C@H]3O)[C@@H](O)[C@H](N)C[C@@H]4N)[C@H]5O[C@@H]([C@@H](O)C[C@H]5N)CO
| StdInChI_Ref =  
| StdInChI          = 1S/C29H55N5O18/c30-3-11-23(51-28-20(43)19(42)17(40)13(5-36)47-28)18(41)15(34)27(45-11)50-24-14(6-37)48-29(21(24)44)52-25-16(39)7(31)1-8(32)22(25)49-26-9(33)2-10(38)12(4-35)46-26/h7-29,35-44H,1-6,30-34H2/t7-,8+,9-,10+,11+,12-,13-,14-,15-,16+,17-,18-,19+,20+,21-,22-,23-,24-,25-,26-,27-,28-,29+/m1/s1
| StdInChIKey_Ref =  
| StdInChIKey       = DBLVDAUGBTYDFR-SWMBIRFSSA-N
| bioavailability   = 
| protein_bound     = 
| metabolism        = 
| elimination_half-life = 
| excretion         = 
| pregnancy_AU      =  
| pregnancy_US      =  
| pregnancy_category=  
| legal_AU =  
| legal_CA =  
| legal_UK =  
| legal_US =  
| legal_status      = 
| routes_of_administration = 
}}
Lividomicin je aminoglikozidni antibiotik.

## Literatura
- Hardman JG, Limbird LE, Gilman AG (2001). Goodman & Gilman's The Pharmacological Basis of Therapeutics (10. изд.). New York: McGraw-Hill. ISBN 0071354697. doi:10.1036/0071422803.
- Mandel GL, Bannett JE, Dolin R, ур. (2000). Principles and Practise of Infectious Diseases (5 изд.). Philadelphia, PA: Churchill Livingstone. doi:10.1016/S1473-3099(10)70089-X.  044307593X.